# Parafia św. Mikołaja w Siemieliszkach
Parafia św. Mikołaja – parafia prawosławna w Siemieliszkach istniejąca od 1896, podległa eparchii wileńskiej i litewskiej Rosyjskiego Kościoła Prawosławnego. 
Parafia powstała w 1896 na potrzeby lokalnej ludności prawosławnej narodowości rosyjskiej, została wydzielona z istniejącej od lat 60. XIX wieku parafii w Kietawiszkach. Od 16 marca 1896 posiadała własną cerkiew pod wezwaniem św. Mikołaja.
W tym okresie liczyła ok. 500 parafian. Do 1907 wzrosła do 735 osób, po czym – na skutek bieżeństwa – w czasie I wojny światowej ponownie spadła do 500. W czasie wojny, z powodu wcielenia do wojska proboszcza, ks. Nikołaja Kuźminskiego, parafia praktycznie nie działała. Po raz drugi działanie placówki duszpasterskiej zostało przerwane w czasie II wojny światowej, po wejściu Armii Czerwonej do Siemieliszek. Nowe władze zarekwirowały majątek ziemski należący do parafii, pozostawiając jedynie dwa hektary z pierwotnie posiadanych 32. Zażądały również wpłacenia przez parafię pięciu tysięcy rubli na potrzeby wojskowe, a gdy wspólnota nie była w stanie spełnić żądania – uwięziły ówczesnego proboszcza ks. Grigorija Wysockiego razem z rodziną. 
W 1947 parafia w Siemieliszkach została zarejestrowana. Liczyła wówczas 400 osób. Jednak w grudniu 1954, gdy proboszcz został przeniesiony do pracy duszpasterskiej w soborze Zwiastowania w Kownie, regularne nabożeństwa w cerkwi przestały być odprawiane, poza ważniejszymi świętami, kiedy do miasta przyjeżdżali księża z cerkwi w Jewiach. Sytuacja ta utrzymuje się do dziś. Ze względu na duży spadek ilości prawosławnych (obecnie 40–50 mieszkańców Siemieliszek) parafia została zlikwidowana, zaś cerkiew w Siemieliszkach jest obiektem pomocniczym parafii w Jewiach. 